# Scafell Pike (musikgrupp)
Scafell Pike var ett svensk-engelskt (-irländskt, mot slutet) band i Stockholm som tog sitt namn efter Scafell Pike, Englands högsta berg. Bandet hade stora framgångar under 1970-talet med sin tolkning av brittisk folkmusik. De tolkade även Bellman och Taube. Under namnet "Jerry K. Gustafsson och populärensemblen Scafell Pike" nådde de framgång med "Det är så hälsosamt och stärkande i fjällen". Bandet startade som trio 1971 med Derek Hudson, sång/gitarr, David Hynes, klaviatur och Roy Colegate, bas. Under bandets storhetstid i mitten på sjuttiotalet  producerades de av Anders ”Henkan” Henriksson. 

## Diskografi

### Album
- 1973 – The Month of Maying
- 1974 – Lords Rake
- 1976 – Four's a Crowd
- 1977 – Skagerack
- 1978 – X-Ray Vision
- 1980 – Air Traffic Controller
- 1981 – United States of Japan
- 1982 – Best of

### Singlar, EP
- 1972 – With You In Mind (EP)
- 1973 – Living Easy / Betty Anne
- 1973 – Lord I'm Bored / Hard Lovin' Loser
- 1973 – Kom Igen / Allt Jag Har
- 1973 – Gör Som Du Vill / Maj Är Här
- 1973 – Streets Of London / The Trees They Grow So High
- 1976 – As I Go Round Again / Lass of Richmond Hill
- 1977 – Skagerack / All Over Again
- 1978 – X-Ray Vision / A Winter's Tale
- 1979 – Air Traffic Controller / I Can See The Dawn
- 1981 – United States Of Japan / Backstage Pass To Heaven
- 1981 – United States Of Japan / Too Old For The Road
- 1982 – Sheila / Forbidden Fruit

## Medlemmar
- Derek Hudson (originalmedlem) (1971 - 1982)
- David Hynes (originalmedlem) (1971 - 1980)
- Roy Colegate (originalmedlem) (1971 - 1982)
- Jerry K Gustafsson (fjärde medlemmen) (1972 - 1982)
- John Donnelly (femte medlemmen, fr o m "Skagerack") (1977 - 1980)
- Peter Lundberg (sjätte medlemmen fr o m "United States of Japan") (1980 - 1982)